# Hospital de la Santa Cruz y San Pablo
El hospital de la Santa Cruz y San Pablo (en catalán: hospital de la Santa Creu i Sant Pau) está situado en un conjunto de edificios ubicados en Barcelona (España), proyectados por el arquitecto Lluís Domènech i Montaner, uno de los principales representantes del modernismo catalán. Fue construido entre 1902 y 1930 en dos fases: la primera por el propio Domènech, entre 1902 y 1913, consta de trece edificios modernistas; la segunda, realizada por su hijo Pere Domènech i Roura a partir de 1920, consta de otros seis edificios de un modernismo moderado y de otras edificaciones posteriores. Con su edificio principal y sus numerosos pabellones, el hospital de San Pablo es, junto con el Instituto Pedro Mata de Reus (también del mismo arquitecto), uno de los mayores conjuntos de la arquitectura modernista catalana. A pesar de que no se logró construir todo el proyecto original, la notoriedad del mismo fue reconocida con diversos premios y el nombramiento como Patrimonio de la Humanidad por la Unesco en el año 1997. También es Bien de interés cultural con el número RI-51-0000419

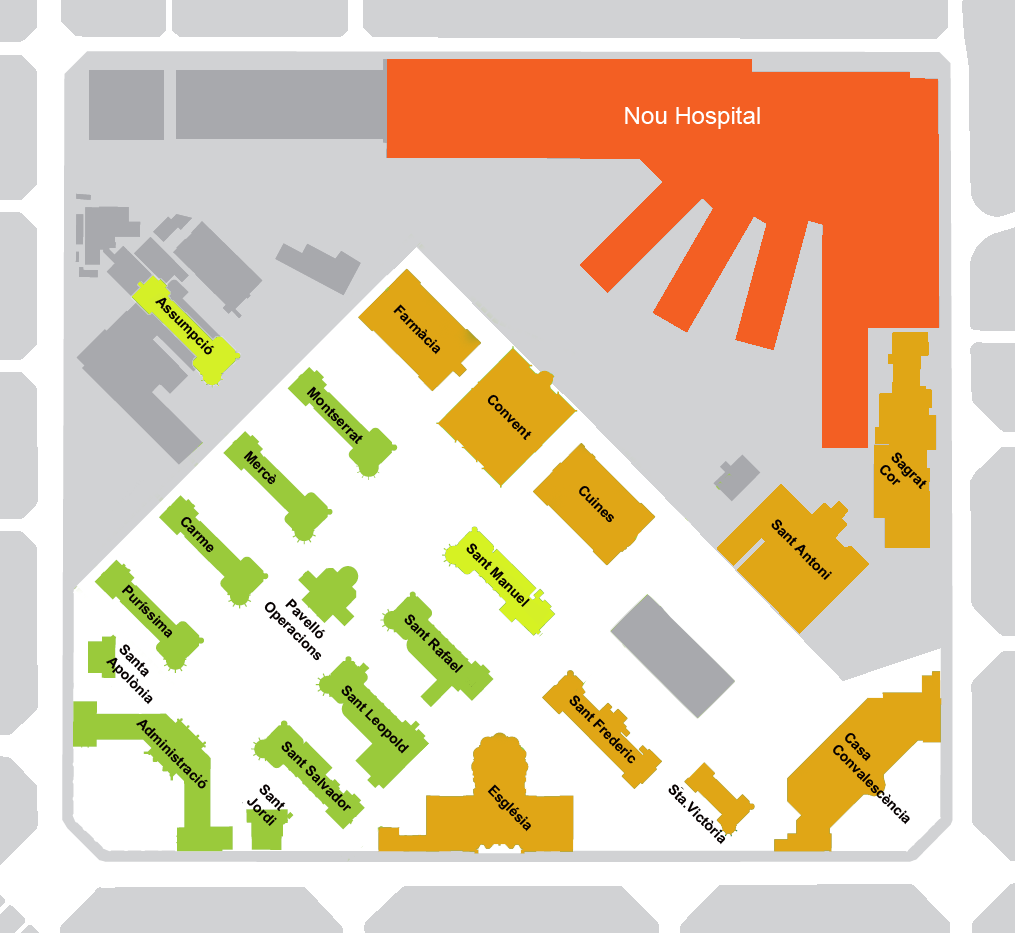
Plano del hospital de San Pablo. En verde los pabellones modernistas de Domènech i Montaner; amarillo y marrón, los pabellones de Domènech i Roura; en rojo el nuevo hospital

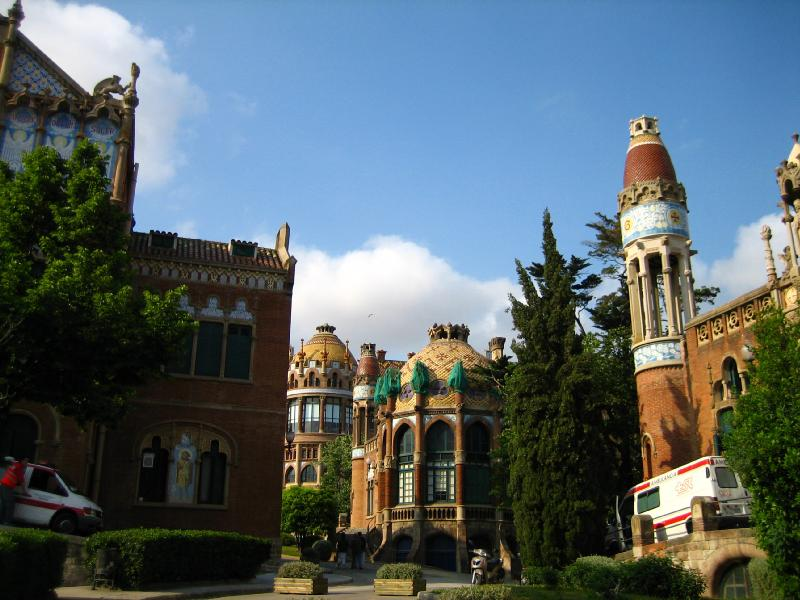
Recinto de San Pablo en sus últimos años como hospital antes de ser transformado en un museo

## Historia
El hospital se fundó en 1401 por la fusión ("reducción") de seis hospitales que por aquel entonces existían en Barcelona y que a raíz de la peste de 1348 y la crisis demográfica posterior entraron en una profunda crisis económica. El nombre de la nueva institución fue hospital de la Santa Cruz. La MIA (Muy Ilustre Administración) se componía de dos canónigos de la catedral de Barcelona y dos miembros del Consejo de Ciento (órgano de gobierno de la ciudad de Barcelona). La gestión estaba a cargo de un prior, que siempre era un sacerdote (en Valencia se llamaba clavario y en Zaragoza mayordomo). Hasta 1904, fue la principal institución asistencial del principado de Cataluña y, con los hospitales de Gracia de Zaragoza y General de Valencia, las tres piezas clave del dispositivo de acción social de la Corona de Aragón. Situado en el Raval de Barcelona (actualmente el edificio es la sede de la Biblioteca de Cataluña) el crecimiento urbanístico de la ciudad durante el siglo XVIII le rodeó. Si hasta 1714 la hegemonía en la MIA la tuvo el brazo civil, durante el periodo borbónico, hubo una evidente desafección de los concejales en favor de un poder creciente del brazo religioso de la Junta que condujo a percibir lo que era un hospital civil como un hospital religioso. Este hecho motivó que el papel de los médicos fuese subalterno. Los cambios en la formación médica durante el XIX movieron a muchos médicos a efectuar críticas muy acerbas relativas al funcionamiento del hospital, y a la subordinación del mismo a los intereses religiosos. Por eso, inspecciones municipales como la de 1847 y numerosos escritos en la prensa cuestionan la política asistencial de la institución, y por eso los médicos lucharon porque la facultad de medicina y el hospital universitario se trasladasen a otra institución (el Clínico). 
Desde principios del siglo XIX menudean las quejas sobre la vetustez del edificio y la imposibilidad de garantizar su ampliación en un contexto de creciente urbanización y demanda asistencial, así como críticas acerbas ante el modelo de gestión de la institución, defendida por la MIA como de beneficencia particular, de tal manera que Barcelona no dispuso de un hospital de gestión pública hasta la aparición del Clínico. La aplicación de la Ley de Beneficencia de 1849 y del Reglamento de 1852, y sobre todo la desamortización de buena parte de su patrimonio rústico y urbano mediante las leyes de Madoz, pusieron en cuestión la autonomía del hospital de los poderes públicos y la necesidad de adaptarse a la legislación. Con objeto de mantener su independencia, la Administración instó su conversión en hospital de beneficencia privada, estatuto que mantuvo —excepto el breve paréntesis de la guerra civil española, en que fue incautado por la Generalidad con el objeto de atender tanto a combatientes heridos como a la población civil y pasó a denominarse Hospital General de Catalunya— hasta los acuerdos entre la MIA y la Generalidad Provisional en 1978 y que supusieron la entrada en la Administración de la Generalidad de Cataluña y el nombramiento por esta del presidente. Desde entonces, el hospital actúa como proveedor de servicios del Instituto Catalán de la Salud en el marco de la Red Hospitalaria de Utilidad Pública.

## Legado de Pau Gil
La construcción de un nuevo edificio a principios del siglo XX pudo financiarse mediante la donación que había hecho el banquero Pau Gil para construir un hospital que debía gestionar el ayuntamiento de Barcelona u otra institución similar. Su construcción se inició en 1902 y se desarrolló a lo largo de 18 años, durante los cuales las obras quedaron paralizadas por falta de medios y por continuos conflictos derivados del modelo de gestión que practicaba la Administración. El conjunto fue terminado en el año 1930. Para aproximarse a la voluntad del mecenas, se añadió su nombre Pau (Pablo) al del hospital, el cual a partir de entonces se llamó oficialmente hospital de la Santa Cruz y San Pablo, si bien en la actualidad se lo conoce más popularmente por hospital de San Pablo.

## Estructura

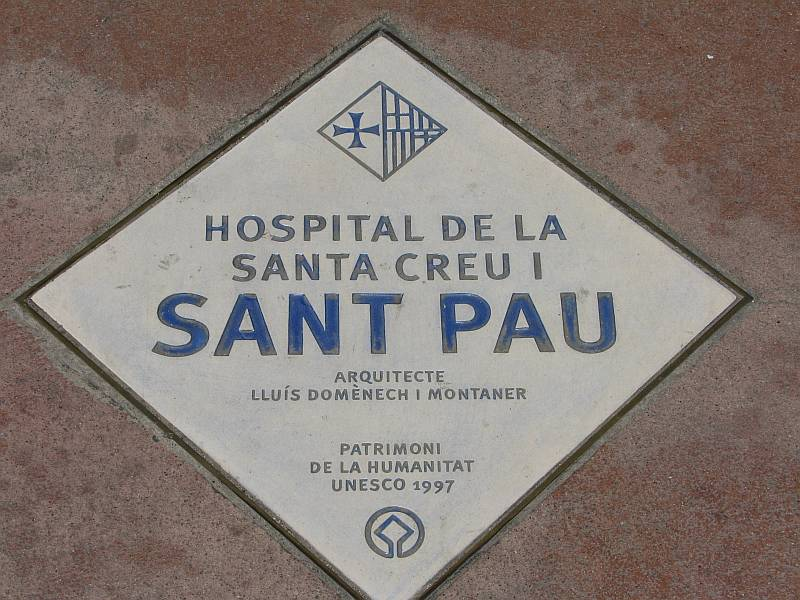
Indicador de la Unesco

El conjunto fue proyectado para ocupar una superficie de 9 manzanas del distrito del Ensanche, en un cuadrado de 300 por 300 metros. Consta de un edificio principal dedicado a la administración, y de 27 pabellones en los que se desarrollan las tareas médicas y de enfermería. Todos los edificios están unidos mediante galerías subterráneas, aptas para el traslado de enfermos. Las instalaciones técnicas se encuentran al aire libre, para facilitar su mantenimiento.
Entre todos los edificios destaca el principal, de la administración, al que se accede por una amplia escalinata. A ambos lados se encuentran las salas de la biblioteca y de la secretaría. En un espacio separado se encuentra la iglesia, que resulta impresionante. Sin embargo, los pabellones son también de gran interés, especialmente porque cada uno de ellos es diferente de los demás.
El arquitecto Domènech tuvo varios artistas que colaboraron con él en el proyecto. Los principales fueron Pablo Gargallo y Eusebio Arnau, que realizaron las numerosas esculturas del conjunto, Francesc Labarta, quien diseñó las pinturas y mosaicos, y Josep Perpinyà, que se hizo cargo de los elementos de hierro forjado.
Con el paso del tiempo la necesidad de ampliación ha vuelto a ponerse de manifiesto, tanto por el número de pacientes, como por los avances tecnológicos de la medicina y por la creciente actividad docente, ya que el hospital tiene hoy en día carácter universitario. Durante la segunda mitad del siglo pasado ya se incorporaron al conjunto algunos nuevos edificios, de los cuales el más importante es el instituto de Urología (Fundación Puigvert), un hospital privado dedicado íntegramente a esa especialidad.
El hospital fue concebido para disponer de todos los servicios dentro del mismo y de esa manera aislarlo de la ciudad. En el diseño se proyectaron calles, jardines, edificios con suministro de agua, una iglesia y hasta un convento.
La entrada principal está orientada cuarenta y cinco grados respecto al Ensanche mirando hacia la Sagrada Familia. Se cree que el motivo de esta orientación es que Domènech i Montaner quería aprovechar el viento procedente del mar para ventilar el hospital y salvaguardarlo de enfermedades. También se cree que Montaner orienta la entrada de esta manera para romper con la estructura cuadriculada del distrito del Ensanche, que no le gustaba. 
El pabellón de acceso está construido por ladrillo de cara vista como la mayoría del conjunto. Domènech i Montaner utiliza diversos estilos arquitectónicos de una forma magistral y muy ordenada como podemos observar en este pabellón principal donde encontramos elementos góticos, neogóticos, bizantinos y estilos arquitectónicos germánicos como la torre del reloj. Hay dos cifras que indican las fechas de inicio y de finalización de este edificio principal (1905 la fecha de inicio que se representa con la letra griega alfa y, la fecha de finalización, 1910, representada por la letra omega). En la fachada principal se encuentran cuatro esculturas de un joven Pablo Gargallo que representan las tres virtudes teologales (fe, esperanza y caridad) más una cuarta, la obra, ya que Domènech i Montaner pensaba que el hombre debía demostrar estas tres virtudes mediante sus acciones u obras.
Dentro del pabellón principal se encuentra una estructura de arcos y columnas que representa un jardín de plantas medicinales, ya que antiguamente en los hospitales se cultivaban este tipo de plantas para crear sus propias medicinas. El hospital de San Pablo también se pensó para tener un jardín medicinal detrás de la entrada principal aunque finalmente no se construyó.
Otra característica importante es que el hospital estaba pensado para diferenciar a los pacientes entre hombres y mujeres. En la parte derecha se encuentran los pabellones de los hombres que tienen nombres de santos, y en la parte izquierda los pabellones de las mujeres con nombres de santas o vírgenes. De hecho en la entrada principal había una puerta en el ala derecha para los hombres y una puerta en el ala izquierda para las mujeres.
Una curiosidad más en la que se refleja la preocupación del arquitecto por la armonía y la simetría es que los pabellones que están cerca de la entrada principal son los más pequeños y van creciendo en función nos adentramos en el hospital formando una perspectiva agradable a la vista. Asimismo los pabellones que se encuentran a la misma altura son iguales, y la única diferencia es que uno está dedicado a un santo y otro a una santa o virgen en función si era un pabellón de hombres o mujeres (derecha hombres e izquierda mujeres).

## Nuevo hospital

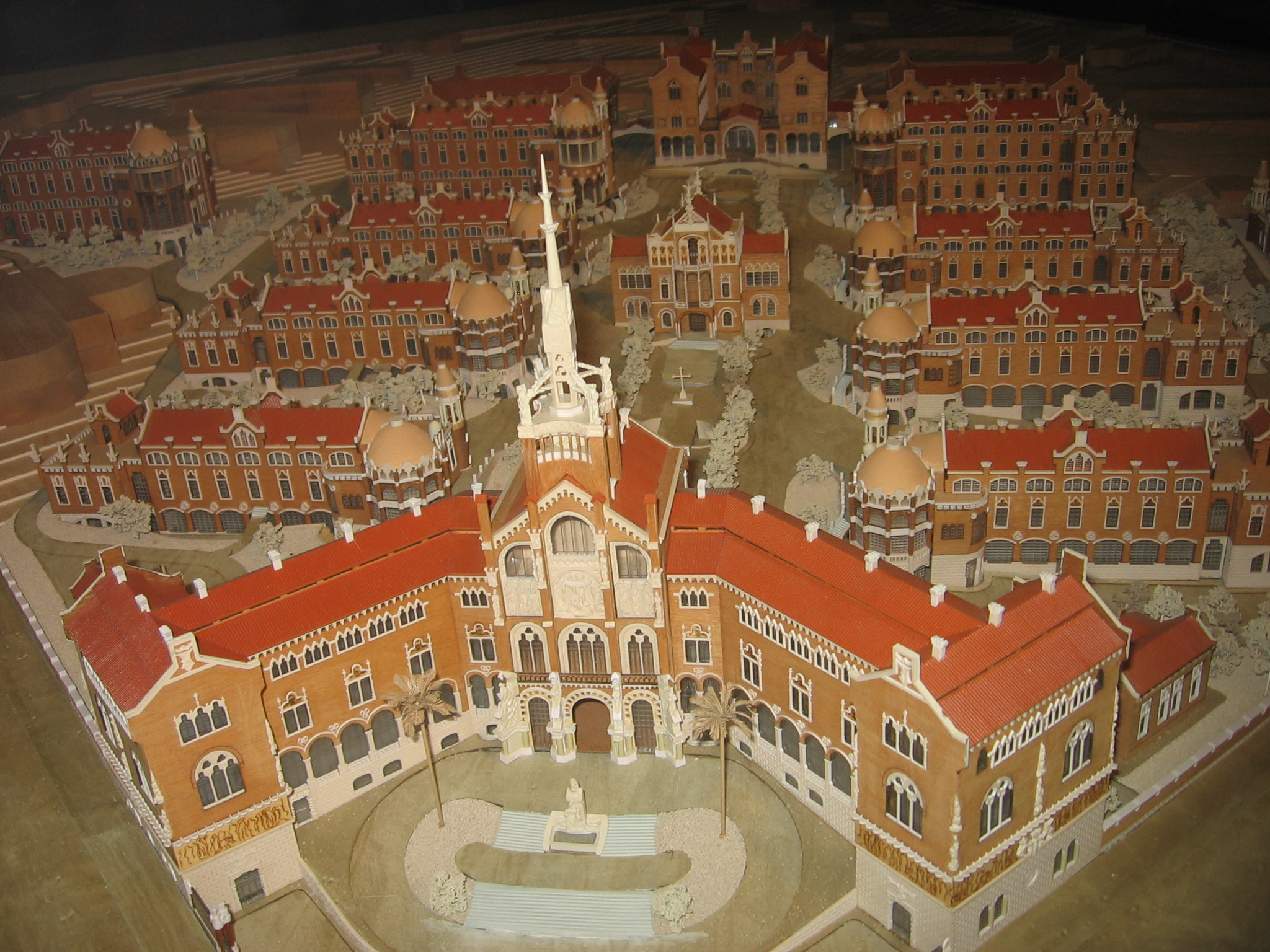
Maqueta del hospital de San Pablo, Museo de Historia de Cataluña

Con la entrada del siglo XXI, el hospital de la Santa Cruz y San Pablo inició un importante proceso que culminó en el que es hoy su tercer emplazamiento desde su nacimiento hace más de 600 años. El nuevo hospital se empezó a construir en el año 2000 en la parte norte del recinto de San Pablo, en la esquina de las calles Mas Casanovas y San Quintín, para dar respuesta a las nuevas necesidades sanitarias. Este edificio está formado por un bloque principal que acoge básicamente la actividad ambulatoria (36 022 m²) del que se despliegan, como dedos, cuatro bloques de hospitalización (46 878 m²).
El hospital de la Santa Cruz y San Pablo inauguró en 2009 su nueva sede, un complejo sanitario situado en el extremo noreste del conjunto modernista y separado de este. El traslado de la actividad hospitalaria permitió iniciar el proceso de rehabilitación de los pabellones modernistas, para dotarlos de otros usos vinculados a un nuevo proyecto. El hospital actualmente está formado por cinco cuerpos, casi independientes que se unen en un gran vestíbulo que redistribuye la circulación y relaciona todo el complejo hospitalario.
En su función asistencial destacan múltiples actividades, algunas de ellas consideradas de referencia en su ámbito de actuación. Anualmente se atienden más de 35 000 enfermos ingresados y más de 145 000 urgencias. En las consultas externas se reciben cada año unas 350 000 visitas y en el hospital de día se atienden más de 75 000 usuarios. Dispone de 136 puntos de hospital de día, 644 camas y 21 quirófanos.
El patronato de la fundación de gestión sanitaria del hospital de la Santa Cruz y San Pablo es el máximo órgano de gobierno del Hospital y está formado paritariamente por el Ayuntamiento de Barcelona, el Capítulo Catedralicio y la Generalidad de Cataluña. Hoy el hospital está integrado en la Red Hospitalaria de Utilización Pública de Cataluña.
La fundación privada Hospital de la Santa Creu i Sant Pau es la institución encargada de gestionar y velar por el mantenimiento y la conservación del conjunto monumental y artístico de su recinto modernista, y lleva a cabo su actividad benéfico-asistencial.

## Helipuerto
En el techo del bloque E del nuevo hospital se encuentra una pista de aterrizaje de helicópteros medicalizados que fue inaugurada el 15 de julio de 2010 y está dotada de los sistemas de seguridad necesarios, cumpliendo con las normativas internacionales. Cuenta con equipamiento para operaciones con condiciones de visibilidad diurnas y nocturnas.
Desde el helipuerto se accede directamente a la UCI, urgencias o quirófanos mediante un ascensor, sin necesidad de otro vehículo terrestre (como era el caso del anterior helipuerto).
La pista es óptima tanto para los helicópteros del SEM, como para los aparatos que realizan operaciones sanitarias en España y Europa, pudiendo soportar aparatos de hasta 5500 kg.
La antigua helisuperfície se encuentra en la esquina de las calles Mas Casanovas con Cartagena, y hoy en día está en desuso.

## Distinciones
- En 1997 la Unesco declaró el hospital de San Pablo Patrimonio de la Humanidad.[5]
- En 2001 recibió la Medalla de Oro de la Generalidad de Cataluña.[6]